# Puchar Wysp Owczych w piłce nożnej (2018)
Puchar Wysp Owczych w piłce nożnej mężczyzn 2018 (far. Løgmanssteypið) – 64. edycja rozgrywek mających na celu wyłonienie zdobywcy Pucharu Wysp Owczych. Tytułu bronił klub NSÍ Runavík, od którego przejął go B36 Tórshavn, który uzyskał dzięki temu prawo gry w kwalifikacjach Ligi Europy UEFA sezonu 2019/2020.

## Uczestnicy
W Pucharze Wysp Owczych biorą udział drużyny ze wszystkich poziomów ligowych na archipelagu. Wszystkie zespoły, poza Víkingur Gøta, rozpoczęły grę od pierwszej rundy eliminacyjnej.
| Grający od rundy eliminacyjnej |                                                                 |                         |
| Betrideildin 2018 10 drużyn | 1. deild 2018 4 drużyny                                         | 2. deild 2018 1 drużyna |
| - 07 Vestur - AB Argir - B36 Tórshavn - EB/Streymur - HB Tórshavn - KÍ Klaksvík - NSÍ Runavík - Skála ÍF - TB/FC Suðuroy/Royn - Víkingur Gøta | - B68 Toftir - B71 Sandoy - FF Giza/FC Hoyvík - ÍF Fuglafjørður | - Undrið FF             |

## Terminarz
| Runda              | Data pierwszego meczu | Data drugiego meczu | Uwagi                                                                        |
| ------------------ | --------------------- | ------------------- | ---------------------------------------------------------------------------- |
| Runda eliminacyjna | 25 kwietnia 2018      | nie rozgrywa się    | Udział rozpoczęły drużyny ze wszystkich poziomów ligowych poza Víkingur Gøta |
| Ćwierćfinał        | 10 maja 2018          | nie rozgrywa się    | Udział rozpocznie Víkingur Gøta - mistrz Wysp Owczych 2017                   |
| Półfinał           | 30 maja 2018          | 13 czerwca 2018     |                                                                              |
| Finał              | 26 sierpnia 2018      | nie rozgrywa się    |                                                                              |

## Runda eliminacyjna
| Drużyna 1          | Wynik | Drużyna 2         |
| ------------------ | ----- | ----------------- |
| 25 kwietnia 2018   |       |                   |
| B68 Toftir         | 0:4   | HB Tórshavn       |
| B71 Sandoy         | 4:0   | FF Giza/FC Hoyvík |
| TB/FC Suðuroy/Royn | 2:1   | KÍ Klaksvík       |
| ÍF Fuglafjørður    | 0:3   | B36 Tórshavn      |
| Undrið FF          | 0:3   | EB/Streymur       |
| NSÍ Runavík        | 0:1   | AB Argir          |
| Skála ÍF           | 1:0   | 07 Vestur         |

| 25 kwietnia 2018 | B68 Toftir                       | 0:4   | HB Tórshavn                                                              |                                                                       |
| 15:00 WEST       |                                  | (0:3) | 32', 43' Adrian Justinussen · 45' Magnus Egilsson · 87' John Frederiksen | Svangaskarð, Toftir Widzów: 100 Sędzia: Áron Sofus Vest (KÍ Klaksvík) |
| 15:00 WEST       | Óli Olsen 9' · Otto Petersen 73' | (0:3) |                                                                          | Svangaskarð, Toftir Widzów: 100 Sędzia: Áron Sofus Vest (KÍ Klaksvík) |

| 25 kwietnia 2018 | B71 Sandoy                                                                         | 4:0   | FF Giza/FC Hoyvík |                                                                          |
| 15:00 WEST       | Tijani Mohammed 21' · Mads Hentze 73' · Bakary Bojang 75' · Tummas Pauli Olsen 78' | (1:0) |                   | Inni í Dal, Sandur Widzów: 100 Sędzia: Bent Tommy Linklett (HB Tórshavn) |

| 25 kwietnia 2018 | TB/FC Suðuroy/Royn                        | 2:1   | KÍ Klaksvík         |                                                                       |
| 15:00 WEST       | Salmundur Bech 40', 64'                   | (1:1) | 10' Páll Klettskarð | Við Stórá, Trongisvágur Widzów: 400 Sędzia: Alex Troleis (B68 Toftir) |
| 15:00 WEST       | Salmundur Bech 67' · Milos Budaković 91+' | (1:1) | 15' Deni Pavlović   | Við Stórá, Trongisvágur Widzów: 400 Sędzia: Alex Troleis (B68 Toftir) |

| 25 kwietnia 2018 | ÍF Fuglafjørður                                                    | 0:3   | B36 Tórshavn                                                 |                                                                       |
| 16:00 WEST       |                                                                    | (0:2) | 4' Hugin Samuelsen · 22' Benjamin Heinesen · 59' Kaimar Saag | Fløtugerði, Fuglafjørður Widzów: 300 Sędzia: Rani Skaalum (Undrið FF) |
| 16:00 WEST       | Jan Ellingsgaard 35' · Gunnar Christiansen 48' · Bogi Petersen 51' | (0:2) | 57' Alex Mellemgaard                                         | Fløtugerði, Fuglafjørður Widzów: 300 Sędzia: Rani Skaalum (Undrið FF) |

| 25 kwietnia 2018 | Undrið FF | 0:3   | EB/Streymur                              |                                                                                 |
| 16:00 WEST       |           | (0:2) | 5', 55' Ari Ellingsgaard · 18' Arnar Dam | Gundadalur (ovari vøllur), Tórshavn Widzów: 65 Sędzia: Rúni Olsen (MB Miðvágur) |

| 25 kwietnia 2018 | NSÍ Runavík                       | 0:1   | AB Argir            |                                                                  |
| 17:00 WEST       |                                   | (0:1) | 45' Bartal Petersen | Við Løkin, Runavík Widzów: 500 Sędzia: Rúni Gaardbo (B68 Toftir) |
| 17:00 WEST       | Jens Joensen 44' · Karl Løkin 86' | (0:1) | 49' Sørin Samuelsen | Við Løkin, Runavík Widzów: 500 Sędzia: Rúni Gaardbo (B68 Toftir) |

| 25 kwietnia 2018 | Skála ÍF              | 1:0   | 07 Vestur |                                                                       |
| 18:00 WEST       | Pætur Jacobsen 59'    | (1:0) |           | Mýruhjalla, Skáli Widzów: 250 Sędzia: Kári á Høvdanum (Víkingur Gøta) |
| 18:00 WEST       | 77' Nikola Krcmarevic | (1:0) |           | Mýruhjalla, Skáli Widzów: 250 Sędzia: Kári á Høvdanum (Víkingur Gøta) |

## Runda finałowa

### Ćwierćfinały
| Drużyna 1     | Wynik        | Drużyna 2          |
| ------------- | ------------ | ------------------ |
| 9 maja 2018   |              |                    |
| AB Argir      | 2:2 (k. 3:1) | EB/Streymur        |
| 10 maja 2018  |              |                    |
| B36 Tórshavn  | 2:0          | Skála ÍF           |
| Víkingur Gøta | 0:2          | TB/FC Suðuroy/Royn |
| HB Tórshavn   | 6:0          | B71 Sandoy         |

| 9 maja 2018 | AB Argir                                       | 2:2 (pd.)               | EB/Streymur                                                      |                                                                      |
| 18:00 WEST  | Tóki á Lofti 48' · Sørin Samuelsen 83'         | (0:2, 2:2, 2:2, k. 3:1) | 2' Pætur Petersen · 41' Rógvi Nielsen                            | Inni í Vika, Argir Widzów: 300 Sędzia: Petur Reinert (Víkingur Gøta) |
| 18:00 WEST  | Bjarni Skála 36' · Jákup Pauli Breckmann 49'   | (0:2, 2:2, 2:2, k. 3:1) | 73' Rói Olsen · 103' Gestur Dam                                  | Inni í Vika, Argir Widzów: 300 Sędzia: Petur Reinert (Víkingur Gøta) |
| 18:00 WEST  | · Bárður Olsen · Jónas Stenberg · Tóki á Lofti | Rzuty karne             | · Ragnar Danielsen · Marni Djurhuus · Rói Olsen · Pætur Petersen | Inni í Vika, Argir Widzów: 300 Sędzia: Petur Reinert (Víkingur Gøta) |

| 10 maja 2018 | B36 Tórshavn                                      | 2:0   | Skála ÍF            |                                                                                   |
| 14:00 WEST   | Ahmed Mujdragić 4' (sam.) · Łukasz Cieślewicz 21' | (2:0) |                     | Gundadalur (Ovari Vøllur), Tórshavn Widzów: 450 Sędzia: Lars Müller (Royn Hvalba) |
| 14:00 WEST   | Łukasz Cieślewicz 64'                             | (2:0) | 76' Heðin Klakstein | Gundadalur (Ovari Vøllur), Tórshavn Widzów: 450 Sędzia: Lars Müller (Royn Hvalba) |

| 10 maja 2018 | Víkingur Gøta       | 0:2   | TB/FC Suðuroy/Royn                              |                                                                      |
| 15:00 WEST   |                     | (0:0) | 58' Stefan Radosavljević · 86' Teitur Mortensen | Serpugerði, Norðragøta Widzów: 500 Sędzia: Alex Troleis (B68 Toftir) |
| 15:00 WEST   | 70' Miloš Budaković | (0:0) |                                                 | Serpugerði, Norðragøta Widzów: 500 Sędzia: Alex Troleis (B68 Toftir) |

| 10 maja 2018 | HB Tórshavn                                                                                                | 6:0   | B71 Sandoy                                                    |                                                                                        |
| 17:00 WEST   | Adrian Justinussen 4' · Jógvan Andrias Nolsøe 6', 45' · Dan í Soylu 51', 82' · Aleksandar Stankov 67' (k.) | (3:0) |                                                               | Gundadalur (Ovari Vøllur), Tórshavn Widzów: 300 Sędzia: Bjarki Danielsen (NSÍ Runavík) |
| 17:00 WEST   | Jógvan Andrias Nolsøe 23' · Lasse Andersen 47'                                                             | (3:0) | 14' Símin Hansen · 23' Gunnar Lydersen · 33' Jógvan Drangberg | Gundadalur (Ovari Vøllur), Tórshavn Widzów: 300 Sędzia: Bjarki Danielsen (NSÍ Runavík) |

### Półfinały
| Drużyna 1                            | Wynik dwumeczu | Drużyna 2          | Pierwszy mecz | Drugi mecz |
| ------------------------------------ | -------------- | ------------------ | ------------- | ---------- |
| HB Tórshavn                          | 6 – 1          | AB Argir           | 2:0           | 4:1        |
| B36 Tórshavn                         | 8 – 2          | TB/FC Suðuroy/Royn | 4:2           | 4:0        |
| Po lewej gospodarz pierwszego meczu. |                |                    |               |            |

#### Pierwsze mecze
| 30 maja 2018 | HB Tórshavn                                                     | 2:0   | AB Argir |                                                                            |
| 16:30 WEST   | Magnus Egilsson 13' · Jógvan Andrias Nolsøe 20'                 | (2:0) |          | Gundadalur (Ovari vøllur), Tórshavn Widzów: 600 Sędzia: Lars Müller (Royn) |
| 16:30 WEST   | 67' Jógvan Andrias Nolsøe · 72' Mikkjal Hentze · 89' Árni Olsen | (2:0) |          | Gundadalur (Ovari vøllur), Tórshavn Widzów: 600 Sędzia: Lars Müller (Royn) |

| 30 maja 2018 | B36 Tórshavn                                                                        | 4:2   | TB/FC Suðuroy/Royn      |                                                                             |
| 19:15 WEST   | Robert Heðin Brockie 2' · Kaimar Saag 35' · Benjamin Heinesen 38' · Eli Nielsen 45' | (4:2) | 6', 41' Salmundur Bech  | Gundadalur (Ovari vøllur), Tórshavn Widzów: 1000 Sędzia: Alex Troleis (B68) |
| 19:15 WEST   | Robert Heðin Brockie 67'                                                            | (4:2) | 43' Eirikur Ellendersen | Gundadalur (Ovari vøllur), Tórshavn Widzów: 1000 Sędzia: Alex Troleis (B68) |

#### Rewanże
| 13 czerwca 2018 | TB/FC Suðuroy/Royn | 0:4   | B36 Tórshavn                                                  |                                                                           |
| 15:00 WEST      |                    | (0:3) | 18' Benjamin Heinesen · 24', 56' Kaimar Saag · 26' Odmar Færø | Við Stórá, Trongisvágur Widzów: 400 Sędzia: Petur Reinert (Víkingur Gøta) |

| 13 czerwca 2018 | AB Argir                                      | 1:4   | HB Tórshavn                                                                      |                                                                 |
| 18:00 WEST      | Bárður Olsen 28' (k.)                         | (1:1) | 30' Lasse Andersen · 69' John Frederiksen · 90' Dan í Soylu · 90+2' Niklas Kruse | Inni í Vika, Argir Sędzia: Jóhan Hendrik Ellefsen (MB Miðvágur) |
| 18:00 WEST      | Sørin Samuelsen 63' · Rasmus Dan Sørensen 83' | (1:1) | 58' Brynjar Hlöðversson · 62' Tróndur Jensen · 78' Magnus Egilsson               | Inni í Vika, Argir Sędzia: Jóhan Hendrik Ellefsen (MB Miðvágur) |

### Finał
| 25 sierpnia 2018 19:45 WEST                                                            | B36 Tórshavn · Odmar Færø 60' (k.) · Hannes Agnarsson 90+5'                                                             | 2:2 pd. k. 5:4(0:0, 2:2, 2:2)Raport                                                     | HB Tórshavn · 56' Tróndur Jensen · 63' Adrian Justinussen                     | Tórsvøllur, Tórshavn Widzów: 3221 Sędzia: Kári á Høvdanum (Víkingur Gøta) |
|                                                                                        | kartki: · Bjarni Petersen 54' · Robert Heðin Brockie 86' · Odmar Færø 90+3' · Benjamin Heinesen 90+3' · Rói Hentze 112' |                                                                                         | kartki: · 46' Binni Hlöðversson · 60' Bartal Wardum · 90+3' Grétar Gunnarsson |                                                                           |
|                                                                                        | | Rzuty karne                                                                             |                                                                               |                                                                           |
| Odmar Færø · Alex Mellemgaard · Meinhard Olsen · Erlendur Magnussen · Róaldur Jakobsen | | Lasse Andersen · Magnus Egilsson · John Frederiksen · Adrian Justinusssen · Dan í Soylu |                                                                               |                                                                           |

|              |    |                          |
|              |    |                          |
| BR           | 21 | Rói Hentze               |
| OB           | 5  | Odmar Færø (C)           |
| OB           | 12 | Alex Mellemgaard         |
| OB           | 16 | Bjarni Petersen 85'      |
| OB           | 19 | Erlendur Magnusson       |
| PO           | 2  | Andrias Eriksen 80'      |
| PO           | 6  | Eli Nielsen              |
| PO           | 7  | Meinhard Olsen           |
| PO           | 18 | Benjamin Heinesen        |
| PO           | 28 | Michal Przybylski 73'    |
| NA           | 8  | Kaimar Saag              |
| Rezerwowi:   |    |                          |
| BR           | 1  | Trygvi Askham            |
| PO           | 4  | Robert Heðin Brockie 85' |
| PO           | 9  | Hannes Agnarsson 80'     |
| PO           | 10 | Róaldur Jakobsen 73'     |
| PO           | 15 | Hugin Samuelsen          |
| PO           | 24 | Ragnar Samuelsen         |
| NA           | 11 | Łukasz Cieślewicz        |
| Trener:      |    |                          |
| Jákup á Borg |    |                          |

|                   |    |                         |
|                   |    |                         |
| BR                | 1  | Teitur Gestsson         |
| OB                | 3  | Jógvan Rói Davidsen (C) |
| OB                | 5  | Binni Hlöðversson 102'  |
| OB                | 17 | Bartal Wardum           |
| OB                | 24 | Lasse Andersen          |
| PO                | 2  | Magnus Egilsson         |
| PO                | 7  | Adrian Justinussen      |
| PO                | 9  | Tróndur Jensen          |
| PO                | 14 | Grétar Gunnarsson       |
| NA                | 18 | Símun Samuelsen 64'     |
| NA                | 23 | Ari Olsen 78'           |
| Rezerwowi:        |    |                         |
| BR                | 25 | Bjarti Mørk             |
| OB                | 6  | Daniel Johansen         |
| OB                | 20 | Hjalti Djurhuus         |
| PO                | 8  | Dan í Soylu 64'         |
| PO                | 27 | Niklas Kruse            |
| NA                | 11 | John Frederiksen 102'   |
| NA                | 12 | Jógvan Nolsøe 78'       |
| Trener:           |    |                         |
| Heimir Guðjónsson |    |                         |

| Zdobywca Pucharu Wysp Owczych 2018 |
| B36 Tórshavn 6. tytuł              |
| ---------------------------------- |